# Jackson Muleka
Jackson Muleka Kyanvubu (* 4. Oktober 1999 in Lubumbashi, Demokratische Republik Kongo) ist ein kongolesischer Fußballspieler. Seit Sommer 2022 steht er beim türkischen Verein Beşiktaş Istanbul unter Vertrag.

## Karriere

### Standard Lüttich
Im Jahr 2020 wechselte Muleka zum belgischen Verein Standard Lüttich. Er unterschrieb einen Vertrag für vier Jahre. Sein erstes Spiel bestritt er am 17. September 2020 in der 2. Qualifikationsrunde der Europa League gegen Bala Town, das mit 2:0 gewonnen wurde.

### Kasimpasa Istanbul
Anfang Februar 2022 wechselte Muleka für den Rest der Saison auf Leihbasis zum türkischen Erstligisten Kasımpaşa Istanbul. Muleka bestritt alle 14 möglichen Ligaspiele für Istanbul, schoss dabei 12 Tore und erzielte 3 Assists. Nach Ende der Ausleihe gehörte er zunächst wieder zum Kader von Standard, wurde aber nicht mehr eingesetzt, bevor er den Verein endgültig verließ. Insgesamt bestritt Muleka 42 Ligaspiele, in denen er zehn Tore erzielte, sieben Pokalspiele mit vier Toren und fünf Spiele in der Europa League einschließlich Qualifikation für Standard.
Anfang Juli 2022 wechselte er zum Lokalrivalen Beşiktaş Istanbul, bei dem er einen Vertrag mit einer Laufzeit von fünf Jahren unterschrieb. Hier bestritt er in seiner ersten Saison 29 von 36 möglichen Ligaspielen, in denen er fünf Tore schoss, sowie drei Pokalspiele mit einem Tor.

## Sonstiges
Muleka wurde von der kongolesischen Facebook-Community der Scharfschütze genannt. da er zwischen Ende März und April 2021, in jedem Spiel der Division 1A mindestens ein Tor erzielte.